# Scapteriscus didactylus
Scapteriscus didactylus is een rechtvleugelig insect uit de familie veenmollen (Gryllotalpidae). De wetenschappelijke naam van deze soort is voor het eerst geldig gepubliceerd in 1804 door Latreille.